# Francesco da Sicignano
Francesco da Sicignano (Sicignano degli Alburni, XV secolo – XVI secolo) è stato un architetto e scultore italiano, attivo nel Cilento al servizio dei Sanseverino e poi in Basilicata, dove era conosciuto come "Maestro di Noepoli".
Tra le opere a lui attribuite si ricordano il portale laterale della Cattedrale di Santa Maria Maggiore (Teggiano) e il chiostro della Chiesa della Santissima Pietà di Teggiano.